# 南圣镇
南圣镇是中华人民共和国海南省五指山市下辖的一个镇。

## 行政区划
南圣镇下辖以下村级行政区划单位：
南圣村、红合村、什兰村、牙南村、同甲村和毛祥村。